# Савина спомен-чесма
Савина спомен-чесма се налази поред пута Ириг—Крушедол, у близини скретања за Нерадин, извор питке воде посвећен је Светом Николи. Ову чесму је 1931. године изградио један Нерадинац по имену Сава и стога је још називају и „Савина чесма”.
Простор око ње је поплочан и на њему је постављен сто са клупама за све путнике намернике. На само неколико километара од извора налази се језеро Међеш (Шатриначко), а нешто мало даље и језеро Добродол.